# Света Троица (Чучер)
Вижте пояснителната страница за други значения на Света Троица.
„Света Троица“ (на македонска литературна норма: „Света Троица“) е православен храм в столицата на Северна Македония Скопие, част от Скопската епархия на Македонската православна църква.
Църквата е изградена в 1856 година на мястото на средновековен храм. Над иконите от иконостаса и живописта работи видния дебърски майстор Дичо Зограф. Негови са почти всички престолни икони и кръста на иконостаса със Света Богородица, Разпънатия Христос и Свети Йоан. Съдейки по надписа на входната врата Дичо Зограф е изработил и днес унищожената живопис, завършена на 29 октомври 1856 година.
Храмът е разрушен и издигнат наново като иконите и църковната утвар е пренесена в новата църква. След разрушаването на храма е запазен кръстът на иконостаса и престолните икони на Исус Христос Вседържител, Богородица с Христос, Свети Йоан Предтеча, Свети Никола, Свети Атанасий Александрийски, Коронясване на Света Богородица, Свети Архангел Михаил, Свети Харалампий и Света Петка. На първите шест икони има зле запазени надписи с дарителите и част от Дичовия подпис, а последните три макар и неподписани без съмнение са негово дело.